# Portugalská rallye 1985
Portugalská rallye 1985 byla třetí soutěží mistrovství světa v rallye 1985.Soutěž opět vynechal tým Lancia, který vyvíjet nový vůz Lancia Delta S4. Soutěž se jela částečně na šotolině a částečně na asfaltu. Vítězem se stal Timo Salonen na voze Peugeot 205 Turbo 16.

## První etapa
První den čekalo na posádky 186 km. Dosavadní lídr šampionátu Ari Vatanen (Peugeot 205 T16) začal až na čtvrté pozici. I přes absenci továrního týmu byl na první pozici vůz Lancia 037 Rally týmu Jolly Club, kterou řídil Miki Biasion. Druhou pozici po čtyřech testech držel vítěz prvních dvou Walter Röhrl na voze Audi Sport Quattro. Na třetím místě se držel Timo Salonen s druhým Peugeotem. Ve skupině A se objevily nové vozy Volkswagen Golf II GTI. Za jejich volanty jeli Jochim Kleindt a Franz Wittmann. Několik domácích pilotů pak obsazovalo další pozice s vozem Ford Escort RS Mk.II, kterému v roce 1985 končila homologace. Na sedmé pozici jel se soukromým Quattrem Werner Grissmann. Na páté pozici jel Stig Blomqvist s druhým Sport Quattrem. poté co měl Biasion defekt, dostal se do čela Röhrl. Třetí zůstával Salonen. v nočních etapách se do čela vrátil Biasion. Pozici si prohodili jezdci Peugeotu. Kvůli problémům s turbodmychadlem se propadl Blomqvist.

## Druhá etapa
Na šotolinových úsecích začal Röhrl Biasiona stahovat. Vatanena postihl defekt. Na třetí pozici se tak opět vrátil Salonen. Biasion se Röhrlovi neubránil a propadl se na druhé místo. Třetí jel Salonen a čtvrtý Blomqvist. Pátý byl domácí Moutino a šestý Grissmann. Kleindt musel odstoupit po poruše převodovky. 

## Třetí etapa
Röhrl navyšoval svůj náskok. Navíc Biasion havaroval a ztrácel svůj náskok na Salonena. Ten se před Biasiona nakonec propracoval. Blomqvista neustále trápilo rozbité turbodmychadlo. Na páté místo se dostal Moutino s vozem Renault 5 Turbo. Za ním jel Grissmann a Faria s Escortem. V průběhu dne se Biasion opět probojoval na druhé místo. Drobné technické potíže měl i Salonen, ale v závodě se to neprojevilo. Moutino musel po poruše motoru z domácí soutěže odstoupit. Grissmann se tak dostal na páté místo apozici nejlepšího domácího jezdce držel Faria na šesté pozici. 

## Čtvrtá etapa
Röhrla postihly technické potíže a po penalizaci za výměnu dílu se propadl na druhé místo. Na první pozici se tak objevil Salonen. Třetí jel Biasion a měl dostatečný náskok před Blomqvistem, který měl defekt. Postupně se biasion propracoval i před Röhrla, který měl defekt. Za ním se drželi Blomqvist a Grissmann. Šestý skončil Faria. 

## Výsledky
1. Timo Salonen, Harjanne - Peugeot 205 T16
2. Miki Biasion, Siviero - Lancia 037 Rally
3. Walter Röhrl, Geistdorfer - Audi Sport Quattro
4. Stig Blomqvist, Cederberg - Audi Sport Quattro
5. Werner Grissmann, Patterman - Audi Quattro A2
6. Jose Miguel, Nascimento - Ford Escort RS1800
7. Bica, Sena - Ford Escort RS1800
8. Mendes, Cunha - Nissan 240 RS
9. Ortigao, Batista - Toyota Corolla GT
10. Faria, Manuel - Ford Escort RS1800